# ラインヴァールデン
ラインヴァールデン（オランダ語: Rijnwaarden [ˈrɛinʋaːrdə(n)] ( 音声ファイル)）とは、オランダヘルダーラント州にある基礎自治体（ヘメーンテ）。ライン川がオランダに入る地点に位置する自治体である。

## 集落

ラインヴァールデンの環境

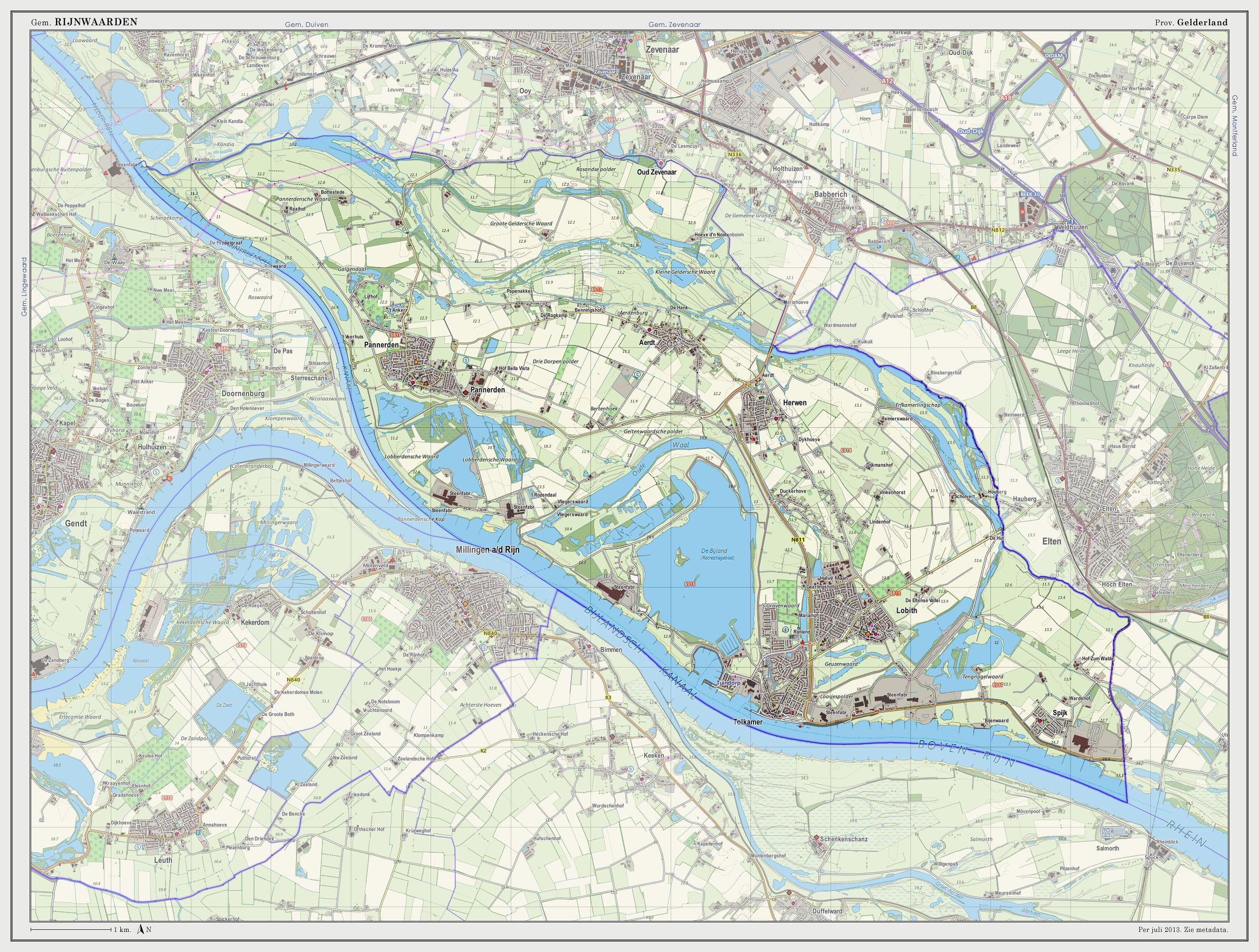
2013年時点のラインヴァールデン

- アエルド（英語版）
- ヘルヴェン（英語版）
- ロビス（英語版）
- パンエルデン（英語版）
- スパイク（英語版）
- トルカメル（オランダ語版）

### 地勢
ラインヴァールデンの地勢は左図のようになっており、灰色部分がラインヴァールデンである。紫線が地区界、桃線がより小さな地域の境となっており、赤線が高速道路、黄線が一般道路、黒線が鉄道路線となっている。桃色に塗られている地域が人口密集地帯、緑色のそれは緑地帯、水色のそれは水域を示している。